# 光榮與夢想 (電視劇)
光榮與夢想，又名《荣光岁月》，是一部2021年首度上映的中國大陸電視劇，該電視劇由刘江执导，2020年7月1日开机，2021年5月25日於东方卫视和北京卫视开播。該電視劇講述中共歷史，涉及中国共产党成立、北伐战争、长征、第二次中日战争、第二次國共內戰、中华人民共和国成立、朝鮮戰爭以及毛泽东、蒋中正、周恩来、朱德等人的事迹，被认为近年来场面最宏大、制作最精良的史诗电视剧。该剧获得第33届电视剧飞天奖优秀电视剧提名 ，第31届中国电视金鹰奖优秀电视剧提名。

## 剧情
该剧以毛泽东的经历为主线，从五四运动，中共一大，第一次国共合作，开辟江西红色根据地，长征，中日战争，国共内战、中华人民共和国成立，写到朝鲜战争停战为止。剧中出现的实名历史真实人物，高达400余人，规模空前。编剧是北京电影学院教授赵宁宇。

## 主演
- 侯京健（青年）、佟瑞欣（中年）、唐國強（老年） 饰 毛泽东
- 王丽坤 饰 杨开慧
- 黃曉明（青年）、刘劲（中年） 饰 周恩来
- 马少骅 饰 孙中山
- 李小冉 饰 宋庆龄
- 王劲松 饰 蒋中正
- 高圆圆 饰 宋美龄
- 张桐 饰 李大钊
- 吴刚 饰 陈独秀
- 李晨 饰 张国焘
- 聂远 饰 叶挺
- 王韦智 饰 朱德
- 李乃文（青年）、姚居德（老年） 饰 彭德怀
- 韩立（青年）、由立平（老年） 饰 林彪
- 马元 饰 陈毅
- 郑恺 饰 张学良
- 张晞临 饰 杨虎城
- 馮雷 饰 任弼时
- 高伟光 饰 杨靖宇
- 张一山 饰 邓恩铭
- 曹可凡 饰 傅作义
- 郭涛 饰 陈公博
- 王晓晨 饰 王会悟
- 姬他 饰 陈赓
- 于震（中年） 饰 梁兴初
- 印小天 饰 张闻天
- 黄觉 饰 汪精卫
- 倪大宏 饰 黄金荣
- 屠洪刚 饰 杜月笙
- 刚毅（中年） 饰 粟裕
- 王奕盛 饰 贺龙
- 卫仑（青年） 饰 叶剑英
- 达式常 饰 张澜
- 王诗槐（老年） 饰 李济深
- 胡亚捷（老年） 饰 罗荣桓
- 吴晓东（中年） 饰 陈云
- 陈都灵 饰 傅冬
- 郭晓峰 饰 何叔衡
- 赵波（青年）、刘沙（老年） 饰 刘少奇
- 黄品沅 饰 邓华
- 杜娟 饰 邓颖超
- 林江国 饰 方志敏
- 曹磊 饰 聂荣臻
- 陈野 饰 徐向前
- 曹骏（青年） 饰 胡宗南
- 范雷 饰 肖劲光
- 史鑫 饰 邓小平
- 于济玮 饰 蒋先云
- 吴昊宸（青年） 饰 毛岸英
- 关晓彤 饰 刘思齐
- 曾红生 饰 张治中
- 王绘春（老年） 饰 董必武
- 谢孟伟（青年） 饰 侯镜如
- 顾宇峰（青年） 饰 罗荣桓
- 韩明霖 饰 宋希濂
- 张城硕 饰 陳明仁
- 张海峰 饰 靳云鹏

## 音乐
致敬曲《繁星璀璨的天空》，由周深演唱。

## 拍摄过程
《光荣与梦想》于2020年7月1日在浙江横店正式开机，剧里的历史人物多达400余人，拍摄场景达700多个，规模空前，同时启动了3个组拍摄。先后辗转横店、延川、延安、天漠、卧牛山、长沙、崇礼、沽源、北京9地拍摄，历时163天，于同年12月18日顺利杀青。。

## 奖项
| 年份 | 颁奖典礼         | 奖项                                                                                             | 结果 |
| ---- | ---------------- | ------------------------------------------------------------------------------------------------ | ---- |
| 2021 | 第32届华鼎奖     | 全国观众最喜爱十佳演员：唐国强 《光荣与梦想》                                                    | 獲獎 |
| 2021 | 第32届华鼎奖     | 全国观众最喜爱十佳演员：王丽坤 《光荣与梦想》                                                    | 獲獎 |
| 2021 | 第32届华鼎奖     | 中国百强电视剧最佳导演：刘江《光荣与梦想》                                                       | 獲獎 |
| 2021 | 第32届华鼎奖     | 中国百强电视剧最佳制片人：卫华（总）、刘岩（总）、王彤(总)、罗汐、张泽锦 《光荣与梦想》          | 獲獎 |
| 2021 | 第32届华鼎奖     | 中国百强电视剧最佳电视剧歌曲：《繁星璀璨的天空》（词：陈曦 曲：董冬冬 演唱：周深《光荣与梦想》） | 獲獎 |
| 2023 | 剧耀东方品质盛典 | 品质剧作《光荣与梦想》                                                                           | 获奖 |
| 2022 | 第33届飞天奖     | 《光荣与梦想》优秀电视剧奖                                                                       | 提名 |
| 2022 | 第31届金鹰奖     | 《光荣与梦想》优秀电视剧奖                                                                       | 提名 |

## 评价
【中国网】：适逢建党100周年，讲述中国共产党百年波澜壮阔历程的重大革命历史题材剧《光荣与梦想》已于5月25日正式播出。本剧自开播以来收视率一路飙升，截至6月6日，该剧微博相关话题阅读量超3.2亿，官方抖音单个视频最高点赞量超8.7万，主旋律电视剧热榜TOP1，腾讯视频电视剧热度榜TOP1，爱奇艺电视剧历史榜TOP1，猫眼全网热度电视剧榜TOP1，豆瓣全球实时热门电视剧榜TOP5，北京、东方两家卫视最高收视率达到4.284。